# Зюнзер-Зе
Зюнзер-Зе (нем. Sünser See) — высокогорное озеро на западе Австрии. Располагается на территории округа Дорнбирн в федеральной земле Форарльберг. Относится к бассейну реки Мелленбах, левого притока реки Брегенцер-Ах.
Зюнзер-Зе представляет собой проточное олиго-мезотрофное озеро, находящееся на высоте 1810 м над уровнем моря между горами Портлер-Хорн и Рагацербланкен, на юго-восточной окраине городской общины Дорнбирн. Площадь озера составляет около 2,55 га, наибольшая глубина достигает около 8 м.
С запада на юго-восток озеро пересекает верхнее течение ручья Зюнзербах (нем. Sünserbach), правого притока Меленнбаха (нем. Mellenbach).
Вода в озере мягкая (4,4 °dH), слабощелочная (pH 7,5). Прозрачность воды — 0,6 м.